# Битва при Саламине на Кипре (450 до н. э.)
Битва при Салами́не на Ки́пре (450 г. до н. э.) — последнее и решающее сражение греко-персидских войн между афинянами и персами. Сражение происходило одновременно на суше, и на море.
При осаде Кития Кимон умер, а перед смертью приказал отступить от Кития, скрыв его кончину. Затем греки вступили в сражение на суше и на море близ Саламина. И там, и там персы проиграли, думая, что Кимон жив. Эта победа оказалась решающей, и в следующем году был заключён Каллиев мир.